# Kadanga Marur, Virajpet
Kadanga Marur là một làng thuộc tehsil Virajpet, huyện Kodagu, bang Karnataka, Ấn Độ.